# Dende
Dende, auch tshikala, ist ein Musikbogen mit Kalebassen-Resonator und Stimmschlinge der Venda in Südafrika. Der meist von Jungen gespielte dende entspricht in seiner Bauform dem xitende und nkoka der Tsonga, dem sekgapa der Pedi sowie dem umakweyana der Swazi und Zulu.
Bei den Tsonga ist ein anderer Kalebassen-Musikbogen mit ungeteilter Saite mit dem Namen dende bekannt.

## Herkunft und Verbreitung

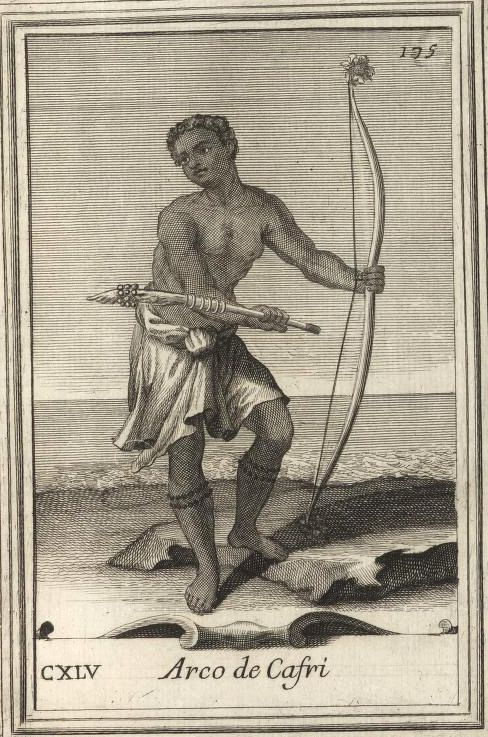
Arco de Cafri, „Bogen der Kaffern“. Der Kupferstich in Filippo Bonanni, Gabinetto armonico, 1723, zeigt einen Musikbogen mit Stimmschlinge, dessen Saite mit einem Rasselstab geschlagen wird.

Musikbögen sind in der einfachsten Form Mundbögen, bei denen die Saite zur Klangverstärkung mit der Mundhöhle verstärkt wird, ansonsten ist der Saitenträger zu diesem Zweck mit einem Resonanzkörper verbunden. Nach Bauform und Tonerzeugung lassen sich zahlreiche Varianten unterscheiden. In jedem Fall sind die tonalen Möglichkeiten wesentlich vielfältiger als es die einfache Konstruktion erwarten lässt, weshalb Percival Kirby (1934) für die südafrikanischen Musikbögen eine Klassifizierung nach dem Klangergebnis vornimmt. Er unterteilt die einheimischen Saiteninstrumente in drei Gruppen ein. In der ersten Gruppe klingen die Obertöne als Akkord zusammen, in der zweiten Gruppe werden die Obertöne zur Melodiebildung isoliert und in der dritten Gruppe ergeben die Obertöne im Zusammenklang mit dem Grundton eine einfache Form der Mehrstimmigkeit. 
Zur ersten Gruppe gehören Kalebassen-Musikbögen mit ungeteilter Saite und einem nahe an einem Stabende befestigten Resonator, darunter segwana bei den Setswana, ein bei den Tsonga ebenfalls dende oder tshitendje genannter Musikbogen, ligubu bei den Swazi, ugubu (ugumbu) bei den Zulu und uhadi bei den Xhosa. Eine zweite Bauform dieser Gruppe besitzt eine die Saite in der Mitte teilende Stimmschlinge, an der auch der Resonator befestigt ist. Hierzu zählen neben dem dende der Venda der xitende (chitende) bei den Tsonga, umakhweyana (umakhweyane) bei den Zulu, sekgapa bei den Balobedu und tshitendole bei den Tsonga.
Zur zweiten Gruppe der südafrikanischen Saiteninstrumente gehören die Musikbögen khas der Nama in Namibia und der gora, dessen Saite angeblasen wird, sowie die Trogzithern tshidzholo (tsijolo) bei den Venda, segankuru und sekgobogobo bei den Pedi. Zur dritten Gruppe zählt Kirby vier Musikbogentypen. Diesen sind einfache Mundbögen mit einem annähernd geraden Saitenträger aus Rohr zugeordnet, darunter umqangala bei den Zulu, mtyangala bei den Tumbuka in Malawi, nkangala bei den Chewa in Malawi und umquengele bei den Zulu, außerdem Mundbögen mit einer verdickten Mitte oder einem zusammengesetzten Bogenstab, darunter den isitontolo bei den Zulu, xizambi bei den Tsonga, umrhubhe bei den Xhosa und lekope bei den Sotho.
Beim einfachsten Mundbogen oder Kalebassen-Musikbogen ohne Stimmschlinge, dessen Form einem Jagdbogen entspricht, produziert die leer angeschlagene Saite einen Grundton, wobei sich durch Verkürzen der Saite mit dem Finger weitere Grundtöne erzeugen lassen. Der britische Archäologe Henry Balfour (1899) postulierte eine heute so nicht mehr für eindeutig gehaltene entwicklungsgeschichtliche Abfolge vom reinen Jagdbogen, über denselben Bogen, der wahlweise für die Jagd und zum Musizieren verwendet wird, bis hin zu spezifisch für die Musikausübung angefertigten Bogentypen. Insofern stellt die Einführung der Stimmschlinge einen Entwicklungsschritt dar. Die Stimmschlinge teilt die Saite etwas außerhalb der Mitte in zwei Teile und überträgt die Saitenschwingungen auf den an dieser Stelle am Bogenstab befestigten Resonator. Balfour verweist auf das instrumentenkundliche Werk des Jesuitenpriesters und Naturforschers Filippo Bonanni aus dem Jahr 1723, in welchem ein Musikbogen mit Stimmschlinge abgebildet ist und deren Funktion beschrieben wird. Weder im Text noch in der Abbildung kommt ein Resonator vor, dafür ist am Schlagstab, den der abgebildete Musiker in seiner rechten Hand hält, eine Rassel zu sehen, wie sie etwa am Schrabstab des Mundbogens xizambi befestigt ist und auch bei einigen anderen Saiteninstrumenten für ein Nebengeräusch sorgt. Der von Bonanni gezeigte Musiker stellt den Bogen in der linken Hand senkrecht von seinem Körper weg mit einem Ende auf den Boden, während er die zu sich gewandte Saite mit der rechten Hand schlägt. Gänzlich anders ist die Bogenhaltung bei einem Kalebassen-Musikbogen, den der Spieler mit der Öffnung der Kalebasse mehr oder weniger dicht gegen seinen Oberkörper hält, um so den Klang zu modulieren, wobei die Saite vom Körper weg positioniert ist.
Ein Kalebassen-Musikbogen vom Typ des dende der Venda wurde früher nicht von allen Ethnien in Südafrika eingesetzt. Er war etwa bei den Xhosa unbekannt und wurde von den Swazi und Zulu offenbar erst in jüngerer Zeit übernommen.

## Bauform und Spielweise
Der Bogenstab des dende besteht aus einem trockenen, festen Zweig, dessen Rinde entfernt wurde. Seine Länge beträgt durchschnittlich 1,4 Meter und variiert zwischen 0,6 und 2 Meter. Für die Saite kann allgemein bei Musikbögen ein gedrehtes Haarbündel, Darm, ein Tierhautstreifen oder Draht verwendet werden; beim dende besteht die Saite seit langer Zeit aus Draht, den die Venda früher von den in ihrer Umgebung lebenden Lemba bezogen. Die wenig außerhalb der Mitte angebundene Stimmschlinge zieht die Saite näher an den Bogenstab zu der Stelle heran, an der die Kalebassenhalbschale befestigt ist. Die Saite wird mit einem dünnen Holzstab oder Pflanzenrohr angeschlagen. Die beiden Töne der leeren Saite oberhalb und unterhalb der Stimmschlinge liegen beim Venda-Musikbogen ungefähr einen Ganzton (200 Cents) und zum Vergleich beim xitende der Tsonga ungefähr eineinhalb Ganztöne (300 Cents) auseinander. Eine Ausnahme bildete ein Venda-Musiker, der 1985 beim Vortrag eines Bierliedes an der Universität Kapstadt die Saitenhälften seines Musikbogens auf den Abstand einer Quinte (700 Cents) stimmte. Darüber hinaus verkürzt ein denda-Spieler eine der beiden Saitenhälften mit dem Finger um einen Halbton oder Ganzton, sodass mindestens drei Grundtöne für die Melodiebildung zur Verfügung stehen.
Der stehende Spieler hält den Musikbogen mit der linken Hand an der Kalebasse annähernd senkrecht mit der Kalebassenöffnung mehr oder weniger dicht vor seine Brust. Die obere Hälfte des Bogenstabs ragt über seine linke Schulter hinaus. Die durch die Bewegung veränderten Resonanzeigenschaften der Kalebasse sorgen dafür, dass bestimmte Obertöne hervorgehoben werden. Bei schnellen Bewegungen entsteht außerdem ein gewisser Wah-Wah-Effekt. Diese Art der Klangmodulation ist außer bei Musikbögen auch bei einigen anderen Saiteninstrumenten üblich, etwa bei der ostafrikanischen Plattstabzither zeze, der kamerunischen Kerbstegzither mvet, früher wurde sie auch bei manchen asiatischen Stabzithern angewandt.
Der dende ist heute – wie viele andere Musikbögen – selten geworden. Er wurde traditionell von Jungen zur Begleitung ihrer Lieder und manchmal auch solistisch gespielt. Der sekgapa der benachbarten Pedi wurde nur von unverheirateten Männern und von Wittwern gespielt, während der große tshitendole der Chopi in Mosambik zum Instrumentarium der Männer gehörte.
Der tshitendje oder dende genannte Musikbogen der Tsonga mit ungeteilter Saite entspricht dem segwana der Batswana bis auf die Saite. Diese besteht beim segwana aus der gedrehten Sehne eines Ochsen und beim dende aus einer gedrehten Palmblattfaser. Die Kalebasse ist kurz vor einem Ende des leicht gekrümmten Bogenstabs festgebunden. Dende heißt derselbe Musikbogen auch bei den Bakalanga im westlichen Simbabwe und im nordöstlichen Botswana. Die Balakanga verwendeten früher den dende neben dem mit einem Reibestab angeregten Mundbogen muhubhe, der traditionell von Rinderhirten gespielt wurde. Beide wurden auch zur Begleitung von Gruppengesängen gespielt.